# Estação Ferroviária de Celorico da Beira
A Estação Ferroviária de Celorico da Beira, originalmente denominada apenas de Celorico, é uma gare da Linha da Beira Alta, que serve o município de Celorico da Beira, no Distrito da Guarda, em Portugal.

## Caracterização

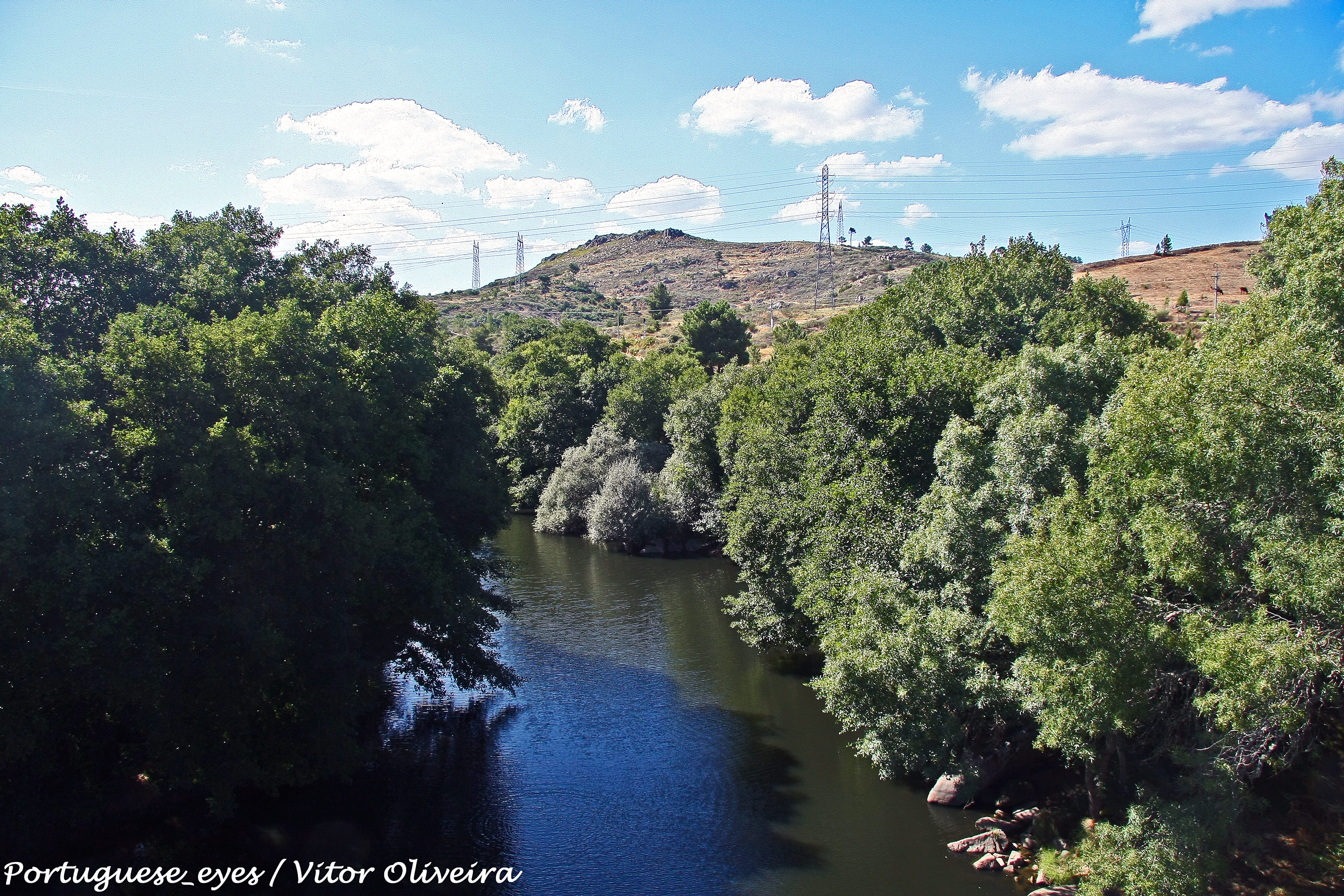
Rio Mondego junto à ponte romana da Lavandeira, vendo se em fundo a Linha da Beira Alta, aqui no ponto mais próximo de Celorico da Beira; a estação epónima situa-se 3 km para noroeste (à direita).

### Localização e acessos
Situa-se junto ao Largo da Estação de Caminhos de Ferro da localidade de Celorico da Beira Gare, na freguesia de Forno Telheiro. Dista quase quatro quilómetros do centro da localidade epónima, via EN16 e EN102.

### Descrição física
Esta interface apresenta duas vias de circulação, identificadas como I e II, com 471 e 435 m de extensão e acessíveis por plataformas de 309 e 242 m de comprimento, ambas com 40 cm de altura; existem ainda quatro vias secundárias, identificadas como III, IV, V, e VI, com comprimentos de 262 a 30 m; destas vias secundárias só as duas mais longas estão eletrificadas em toda a sua extensão. A superfície dos carris da estação ferroviária de Celorico da Beira ao PK 167+8 situa-se à altitude de 4074 dm acima do nível médio das águas do mar. O edifício de passageiros situa-se do lado nascente da via (lado direito do sentido ascendente, a Vilar Formoso).

### Serviços
Esta estação é servida por comboios da C.P. nos serviços CP Regional, Intercidades (CP), e Sud Expresso.

## História

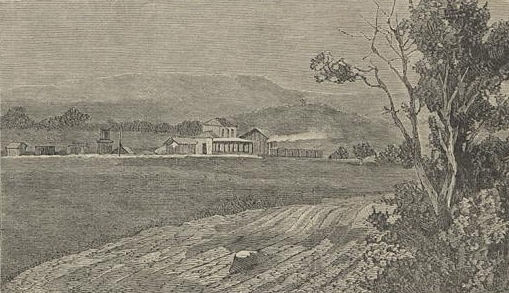
Gravura da estação nos primeiros anos.

A Linha da Beira Alta foi aberta à exploração, de forma provisória, no dia 1 de Julho de 1882, tendo sido totalmente inaugurada em 3 de Agosto do mesmo ano, pela Companhia dos Caminhos de Ferro Portugueses da Beira Alta. A estação de Celorico da Beira constava já do elenco original de estações e apeadeiros.
Em 1913, a estação era servida por carreiras de diligências até Boa Vista, Celorico da Beira e Prados, e Torres, Chafariz do Vento, Rio de Mel, Trancoso, Castaíde, Vila Novinha, Benvende, Cunha, Granjal, Vila da Ponte, Rua, Moimenta da Beira, e Lamego.
A estação foi premiada no concurso de 1934 das estações floridas da Companhia da Beira Alta, tendo o chefe da estação recebido seis dias de licença.

Em Janeiro de 2011, possuía duas vias de circulação, com 471 e 435 m de comprimento, e duas duas plataformas, com 40 cm de altura, e 309 e 242 m de extensão — valores mais tarde ampliados para os atuais.